# تنورين

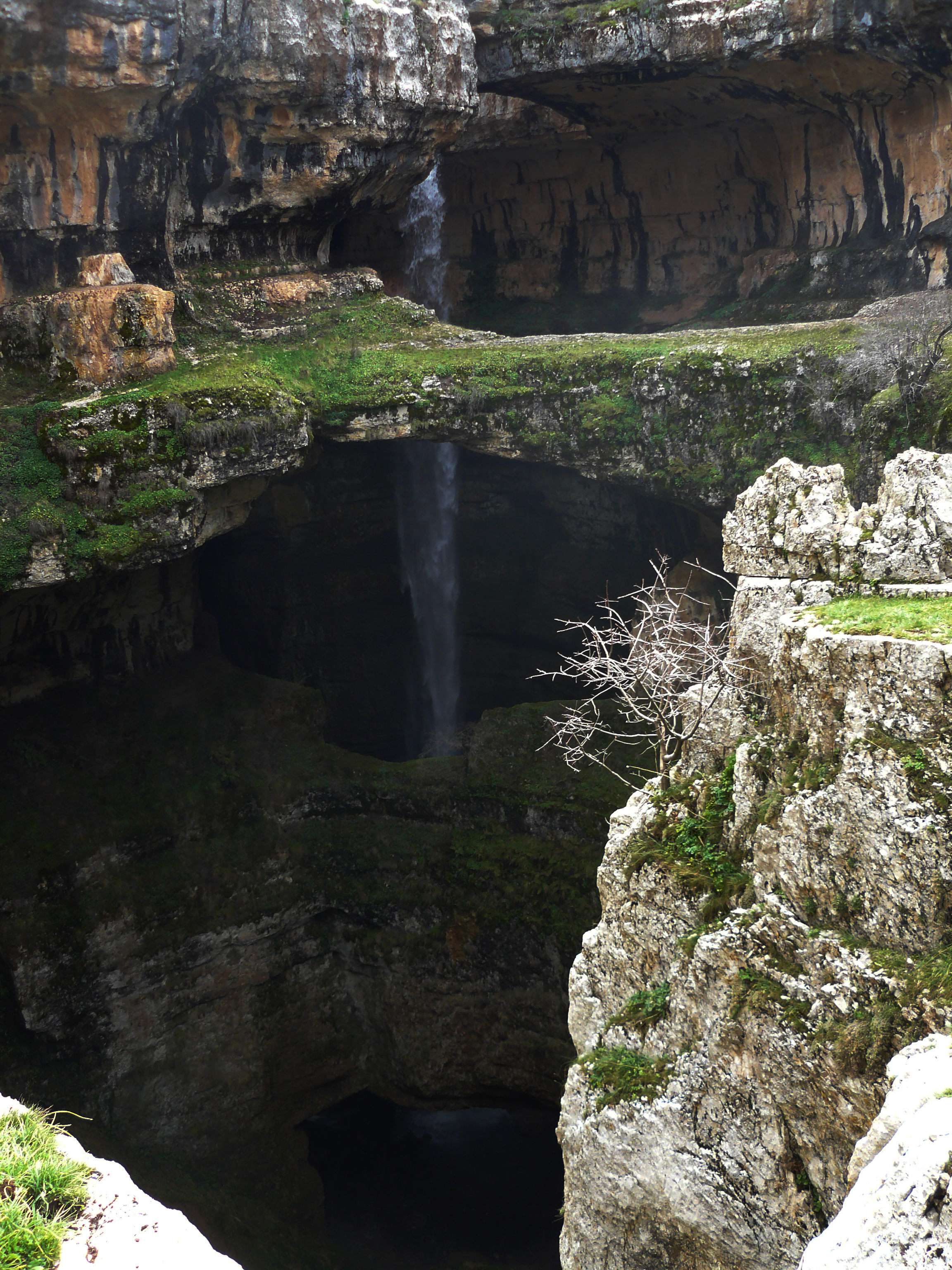
مغارة في تنورين

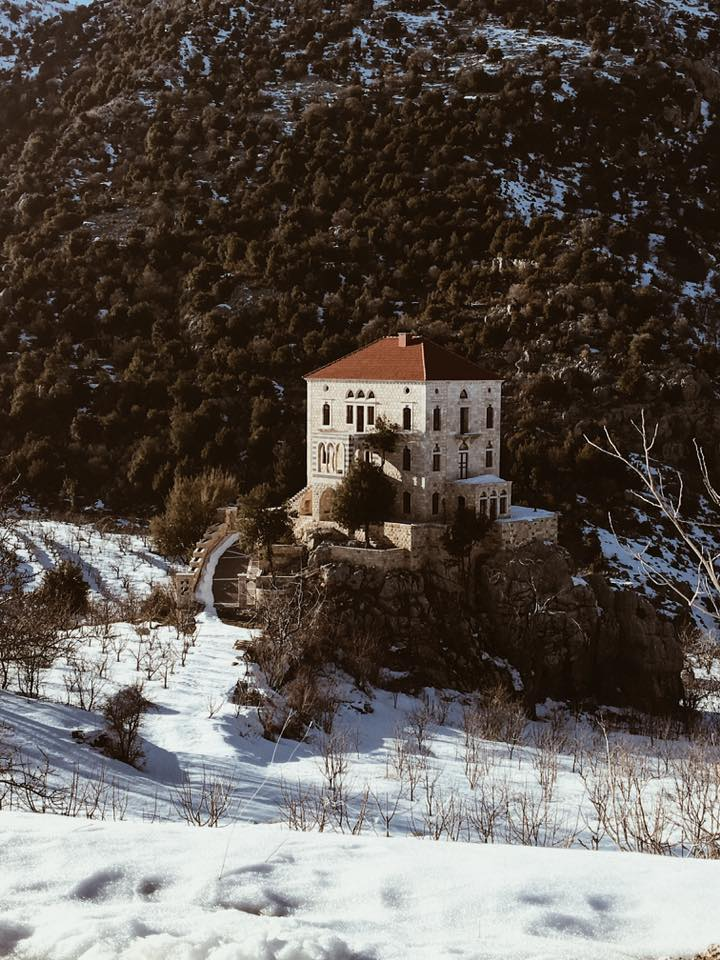
أحد البيوت الموجودة في تنورين، بعد الثلوج

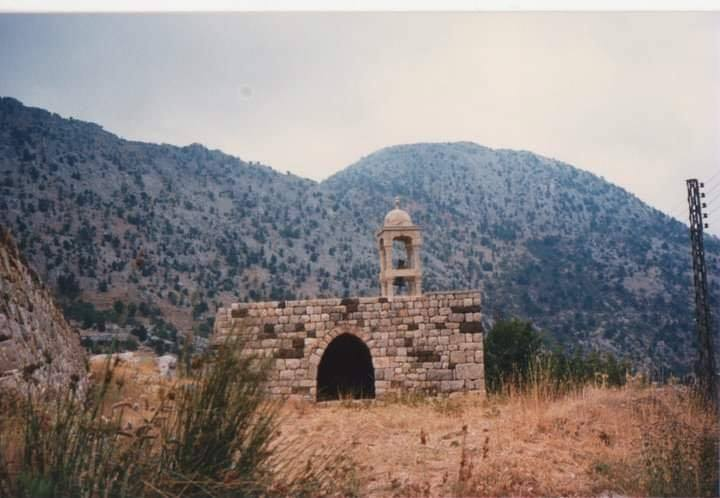
إحدى كنائس تنورين القديمة، لبنان، عام 1966

تنورين هي إحدى البلدات الأساسيّة اللبنانية في قضاء البترون في محافظة الشمال. تنّـورين هي تجمّع بلدات في أعالي بلاد البترون أكبرها تنّورين الفوقا تليها تنّورين التحتا وشاتين ووطى حوب. وبالإضافة لما ذكر، فهناك العديد من المواقع والمحلّات (جمع محلّه) التي تؤلّف ما يُعرف ب تنّـورين التي تمتدّ على مساحة تقارب 92 كلم مربّع. عدد ســكّان تنّورين يناهز 16000 نسمة.
تمتد تنورين من دوما إلى حدود اليمونة، ومن حدود العاقورة إلى حدود بشري وحدث الجبة، وتقع بين واديين وادي القديسين ووادي نهر إبراهيم، وبين أفقا وأرز الرّب. ترتفع عن سطح البحر كمعدل وسطي 1450م.
تحتوي تنورين على عدد كبير من المقاهي، أقدمها وأشهرها مطعم ملتقى النهرين، كما وتم استحداث نشاطات لتسلّق الجبال بالتعاون مع المتسلق العالمي اللبناني الأصل ويل نزريان وجمعية RAD. هناك مستشفى حكومي في تنورين التحتا، ساهم في إنشائه ابن البلدة الوزير بطرس حرب.

## الآثـار في تنّورين
الآثار:
في تنورين عدد كبير من الآثار التي تعود إلى الحقبات الفينيقية والرومانية واليونانية.
- ففي وطى حوب نقوش على الصخر تعود إلى القرن الثامن قبل الميلاد، عليها تمثال رجل ضخم يتوسط شخصان صغيران.
- دير مار أنطونيوس في حوب، يحفظ بقايا معبد ورسـوم فينيقية. كما عُثر عام 1936 على بقايا هيكل ذات حجارة متقنة النحت وجرن كبير كان يستعمل لحفظ دم الضحايا يتوسط فسحة مبلّطة حولها مقاعد من الحجر. كما وجدت بين الأنقاض، أيقونات نقش عليها اسم الإسكندر المقدوني ورسم الإله المشـتري، يحمل رمز الصاعقة في يمينه وصولجانًا في يسـراه. وأخرى كتب عليها «اسكندر الملك والإله والأب العطوف» إضافة إلى رسوم نسر ورأسـا رجل وامرأة مع كلِمَتَي «إلاهان أخوان».
- فيها أيضًا كتابات رومانية تمجّد القيصر أدريانوس وأخرى تحذّر قطع أنواع معينة من الأشجار. إضافة إلى حمامات وبيوت صحة وحصون مشيّدة لحماية القوافل من غزوات البدو.
- وفي تنورين آثار حائط روماني يشكل اليوم حدًا فاصلاً بين تنورين والعاقورة.
- بنى فيها الرومان أيضًا مرقبًا يعرف بمرقب عيتموت، وكان هذا البناء يطل على ما يجاور تنورين ليتصدّى لمن يقدم على قطع الأشجار.
- أمّا الآثار اليونانية، فهي عبارة عن أيقونات عليها رسم الإلهة إيزيس حامية الملاحة، لها قرنان وتحمل في يدها شـراع نفخة الريح وكتب بالأحرف اليونانية بيبلوس.

## الأديرة والكنائـس في نطاق تنّورين
تحوّلت تنورين في أواخر القرن الخامس ميلادي إلى بلدة مارونية، فكانت ملجأً للموارنة الهاربين من الظلم والاضطهاد. فانتشرت فيها الكنائس والأديار، نذكر منها:
- دير مار أنطونيوس حوب: يقع على رابية في منطقة حوب، تشرف على وطى حوب وأجزاء من تنورين وشاتين، شُيّد سنة 1749، وانتقل إليه رهبان من الرهبانية اللبنانية المارونية سنة 1785، وقد شيّد على وقفية للشيخ سليمان أبو نصر الهاشـم العاقوري الذي وهبها للرهبان سنة 1700، وقد تسلّمت الرهبانية هذه الوقفية بشكل نهائي سنة 1748. أضف إلى ذلك ثلاث وقفيات أخرى وهبها للرهبانية كل من أم فضل وأولادها، الأمير يوسف شهاب ووقف مار ضومط الذي تسلمته الرهبانية من أهالي البلدة. أما ما يحكى عن وجود دير حوب قبل التاريخ المذكور، فهو عبارة عن بناء صغير كان مؤلفًا من كنيسة صغيرة وغرفة سكنية، ويقال أنه كان مبنيًا على أنقاض كنيسة قديمة، لكن هذا الدير ألغي عام 1787، ليحلّ مكانه دير مار أنطونيوس الحالي.
- كنيسة مار شليطا: أثرية من الفترة الصليبية.

- كنيسة مار سركيس: أثرية بيزنطية، كانت ذات ثلاثة أسواق ودهليز ومرصوفة بالفسيفساء، شيّدت بقرب كنيسـة جديدة.
- كنيسة مار أنطونيوس الجديدة، محبسة القديسة بربارة، كنيسة سـيدة الانتقال في وسـط تنورين الفوقا، دير راهبات العائلة المقدسـة المارونيات الذي يحوي كنيسـة سيّدة العتيقة في حرمه، محبسة مار سركيس، كنيسة مار بطرس، ومار ميخائيل، ومار جرجس، دير مار ماما ومعبدي سيدة حريصا القديم والجديد ومن هناك انطلقت تسـمية حريصا.

## التسمية
من المرجح أن تكون تسمية تنورين تنبع من جغرافيّة البلدة والتي تشبه التنّور بشكلها المحدّب والدائري. أمّا تنّور (ين) فهو على الأرجح نسبةً لوجود تنّورين التحتا وتنّورين الفوقا مما يبرر استعمال صيغة المثنّى.

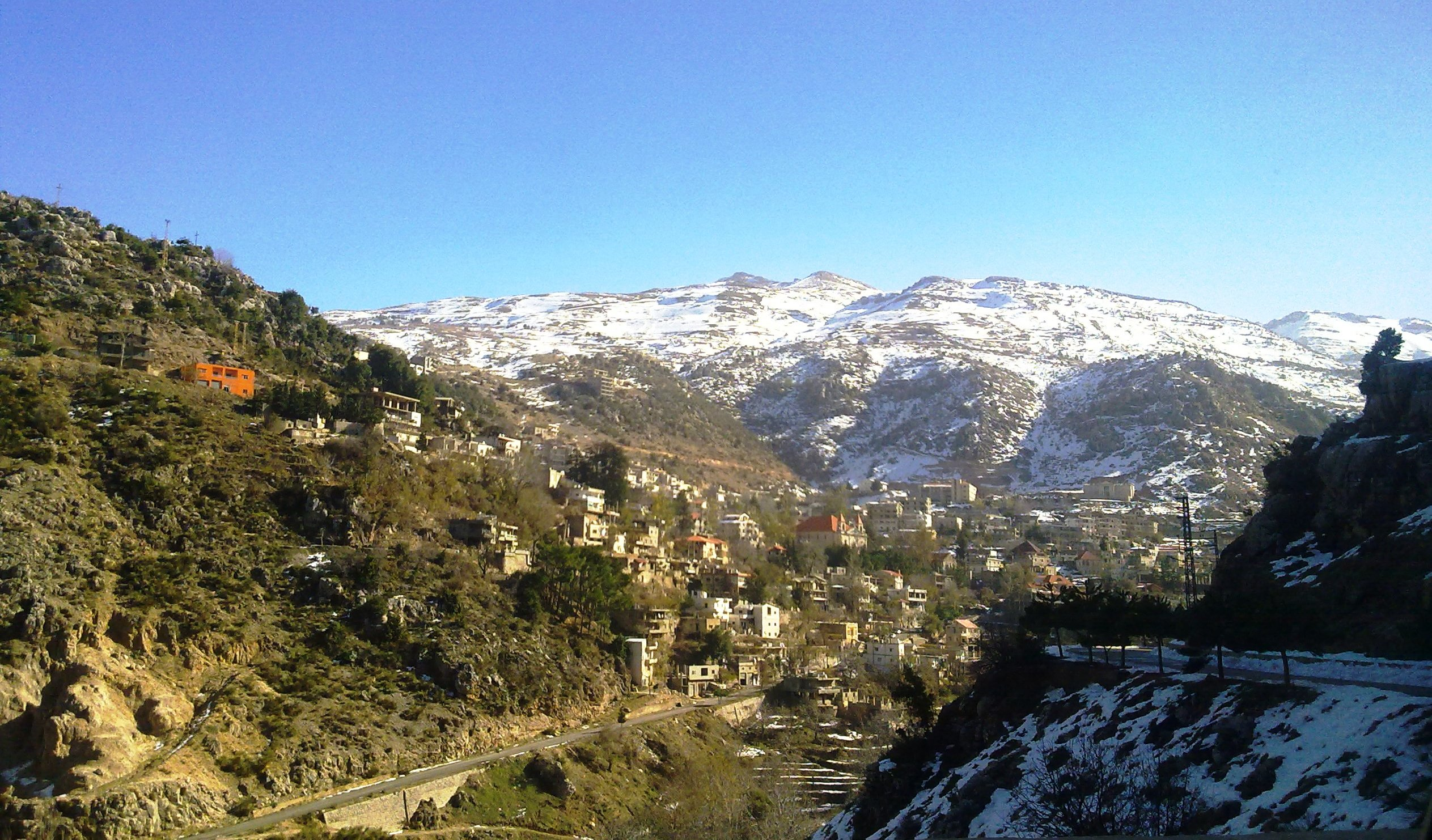
تنّورين الفوقا بشـكلها النصف دائري

## نبذه تاريخيّـة عن أهل تنـّورين
تعدّدت الروايات التي تتحدّث عن أصل أهالي تنورين لكن القاسـم المشترك فيها ما سـنسرده في هذه الفقرة.
كما تبيّن من الآثار فإن النطاق الجغرافي كان مأهولاً منذ العصور الفينيقيّة والرومانيّة. ولكن لا يوجد أي دليل قاطع أن هذا الوجود كان متواصلاً أم منقطعاً. كما لا يوجد أي دليل يثبّت إذا ما كان هذا
الوجود ترك أثراً بيولوجياً وجينيّـاً مع الشـعوب الأخرى التي وفدت لاحقاً إلى تنّورين.
نقلاً عن المخطوط المْعادي ومخطوط الأب بطرس مطر، فإن عدّة عائلات كانت تسكن تنورين في القرن الثالث عشـر قـُبيل حملة المماليك على جبل لبنـان. أبرز هذه العائلات: مطر و غوش و شمعون و حريق و صدقه و لايا. وبين العامين 1268م و 1306م اقتحم المماليك جبل لبنان بحملة "تأديب في المنطقة، تشتّت تلك العائلات، منها ما قُتل ومنها ما هاجر ومنها ما اختبأ في الكهوف العديدة في ناحية تنورين.
العائلات التي لم تنقرض من تلك المرحلة هي غوش و مطر و رعيدي (آل رعيدي من سـلالة آل مطـر)، إذ أن الكثير من أحفادهم لا يزالون في نطاق تنّورين.
أمّـا باقي العائلات المتواجدة حاليّاً في تنورين، فمعظمهم من سـلالة جرجـس أبي قرقماز الثالث، الجدّ الفعلي لأكثر من 60% من أهل تنّـورين.
العائلات القرقمازيّة الرئيسـة هي:
| اسم العائلة | جب       | جب      | جب      | جب    | جب    |
| ----------- | -------- | ------- | ------- | ----- | ----- |
| حرب         | عسّـاف    | بومرعب  | شـلهوب  | رزق   | نصر   |
| يونـس       | سـركـيـس | ونسـه   | خطّار    | ضاهر  | البطّة |
| طربـيـه     | بوخالد   | بوناصيف | بدر     | طـْليع | صادق  |
| داغـر       |          |         |         |       |       |
| يعقوب       | بوعبـس   | البدوي  | أبي رعد |       |       |

الجدير بالذكر أن هذه العائلات متفرّعة إلى عدّة عائلات وأجباب وأسـماء لا يسـعنا ذكرها بأكملها.
بالنسـبة للنسـب الحقيقي للعائلات القرقمازيّة فهناك لغط حول أصل قرقماز الاوّل. فبعض المؤرّخين يعتبرونه من أصول سـلافيّة أو ألبانيّة تركيّة ويُسـمّونه «غوطصـار» وآخـرون يعتبرونه من أصول عربيّة بغداديّة ويُسـمونه «خـطّـار». وخطّار في اللغة العربيّة تعني حامل الرمح، وإسـم خطار شائع في البلدة مما يسـهّل قبول ما ذُكـِر. أمّا قرقماز فتعني بالتركيّة «الذي لا يخاف».
وتضمّ تنورين العديد من العائلات التي قدِمت من عدّة قرى وبلدات لبنانيّة مثل:
_ بكاسيني من بكاسين
_ مراد من كفر سلوان
_ الشـاعر
_ قمير و بوعبدو و هاشم من أصول عاقوريّة
_ كرم و الحصروني من حصرون
_ راشد ومخلوف من ترتج
_ فضول من بشرّي
_ عقيقي من كـسروان
_ أبي خليل من عين كسور

## معرض الصور لمحمية أرز تنورين

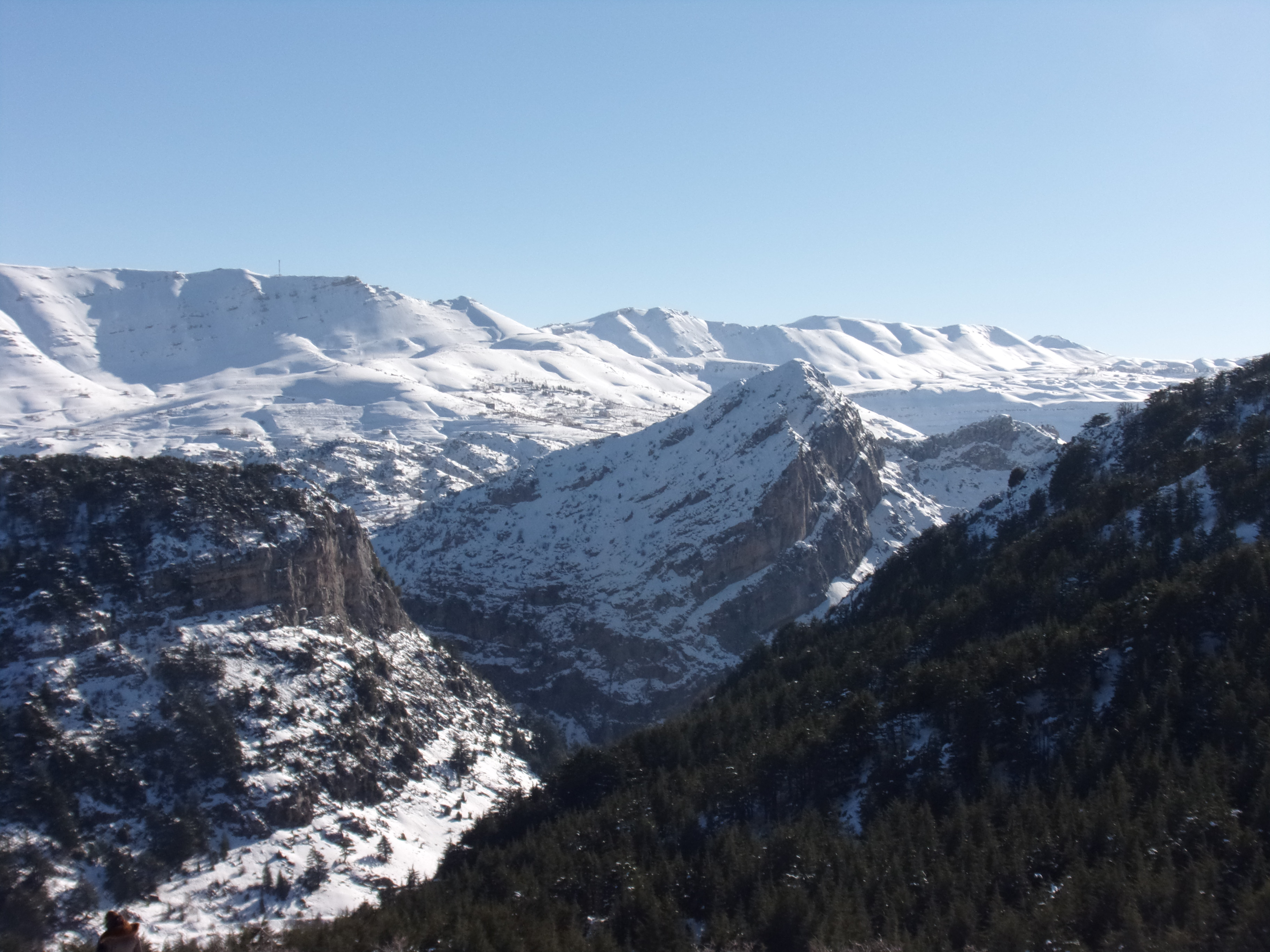
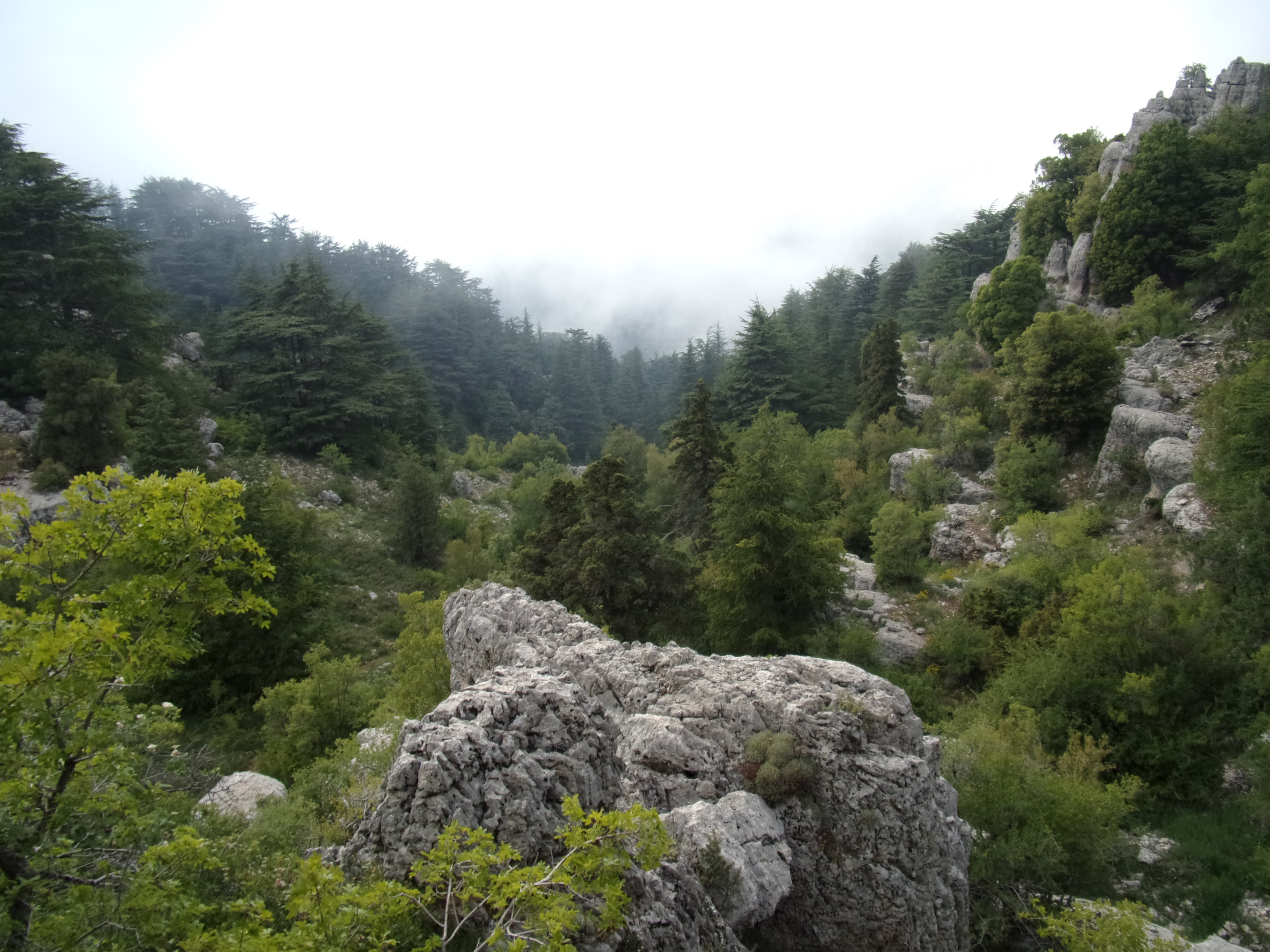
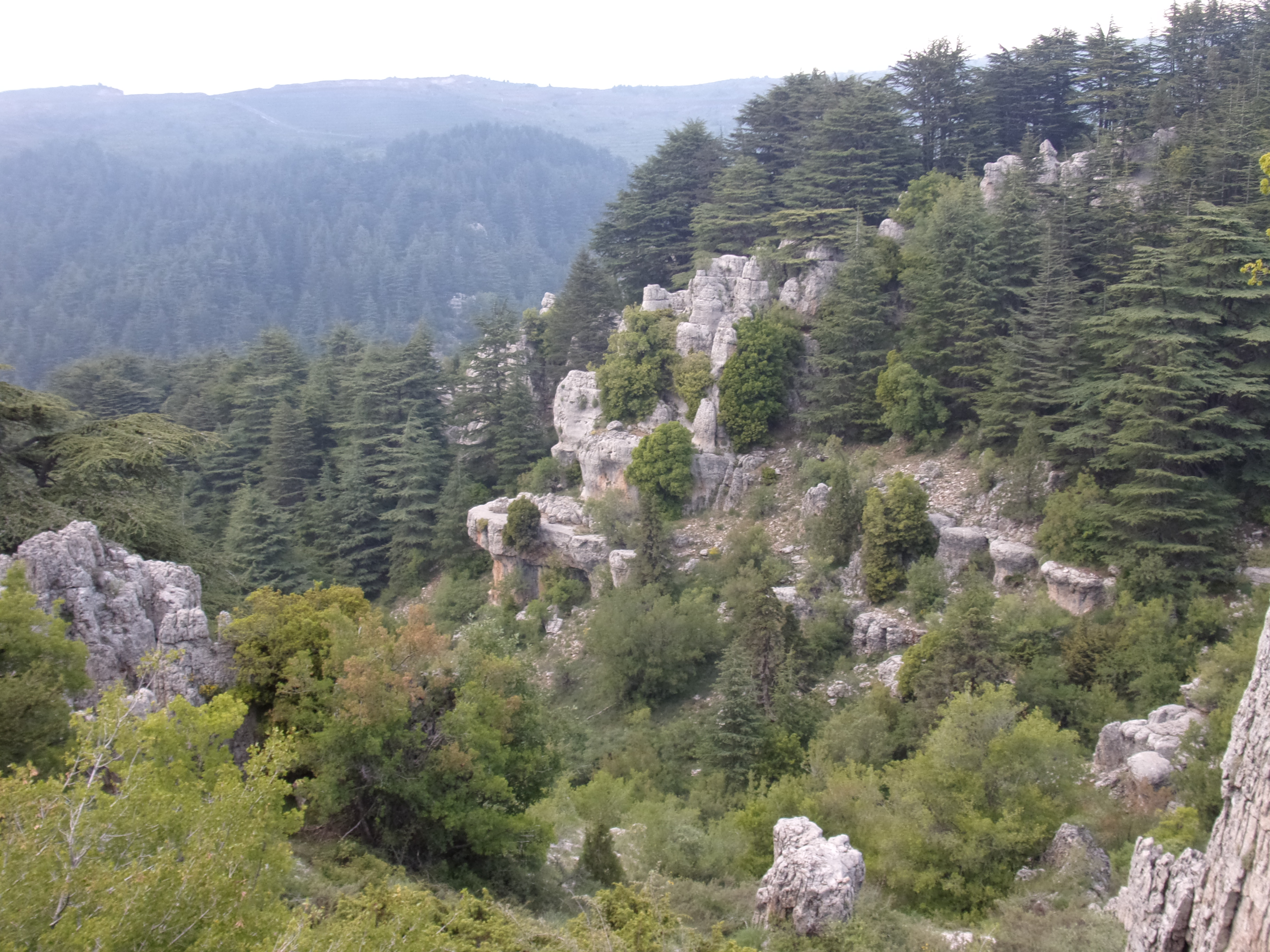
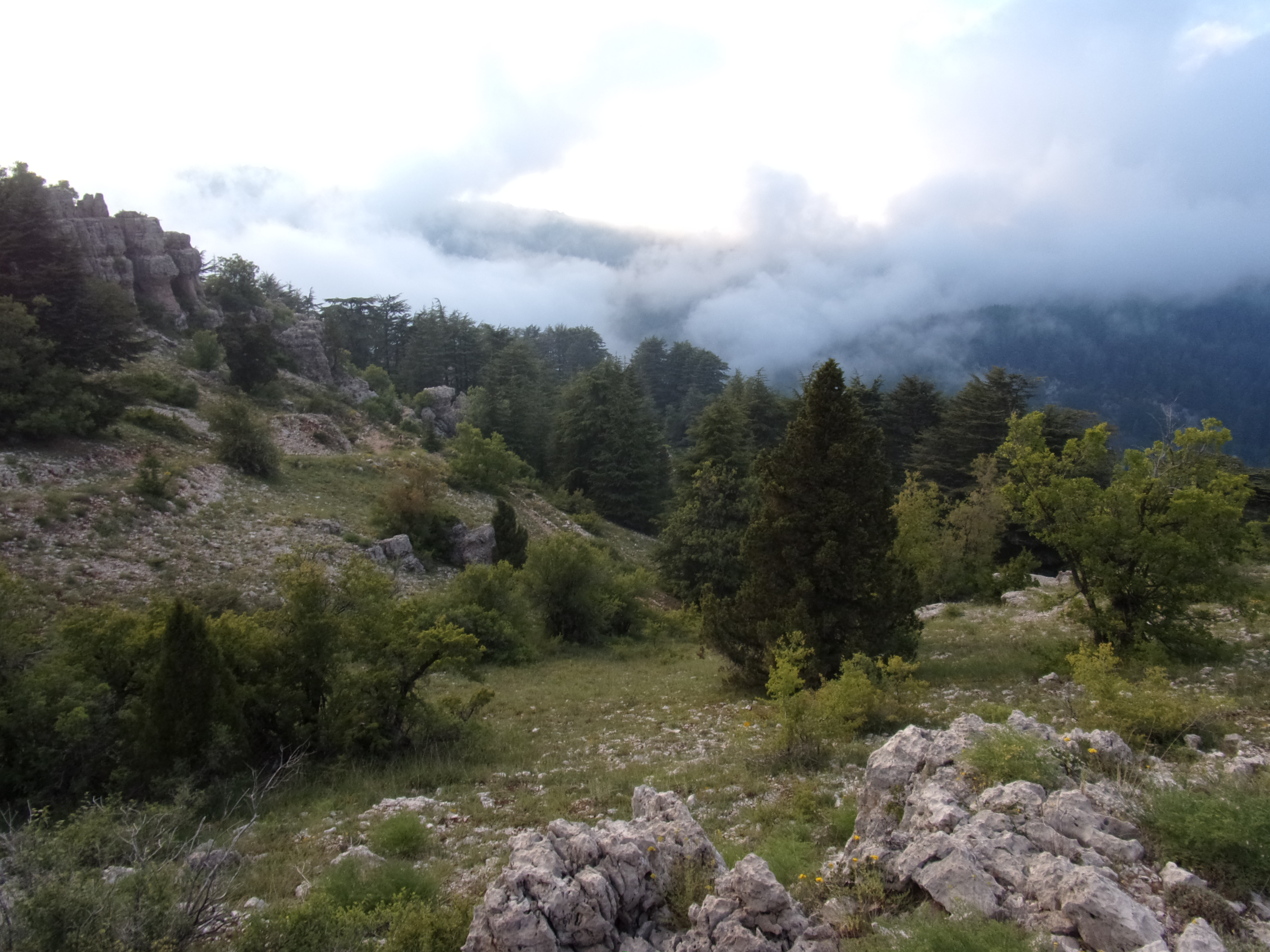
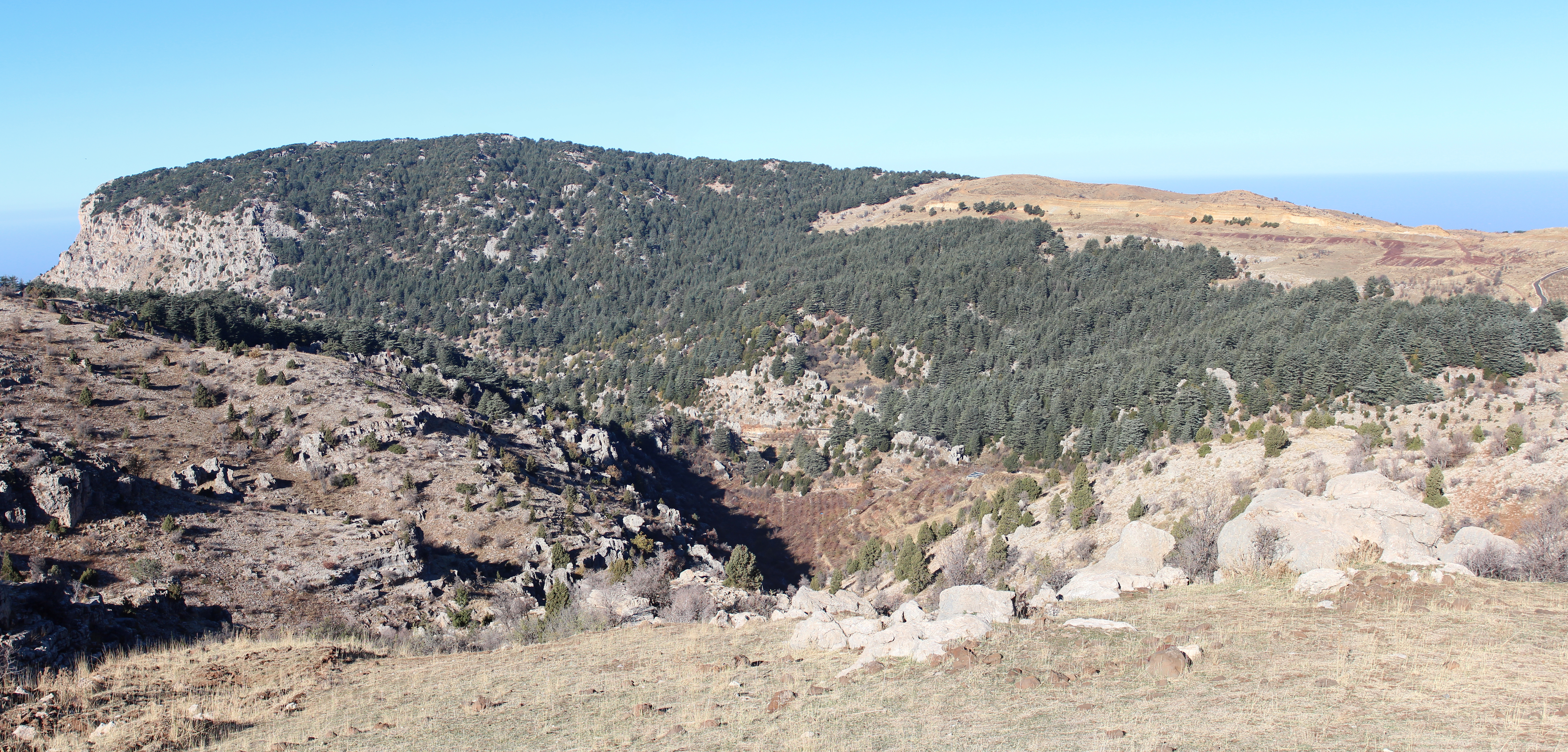
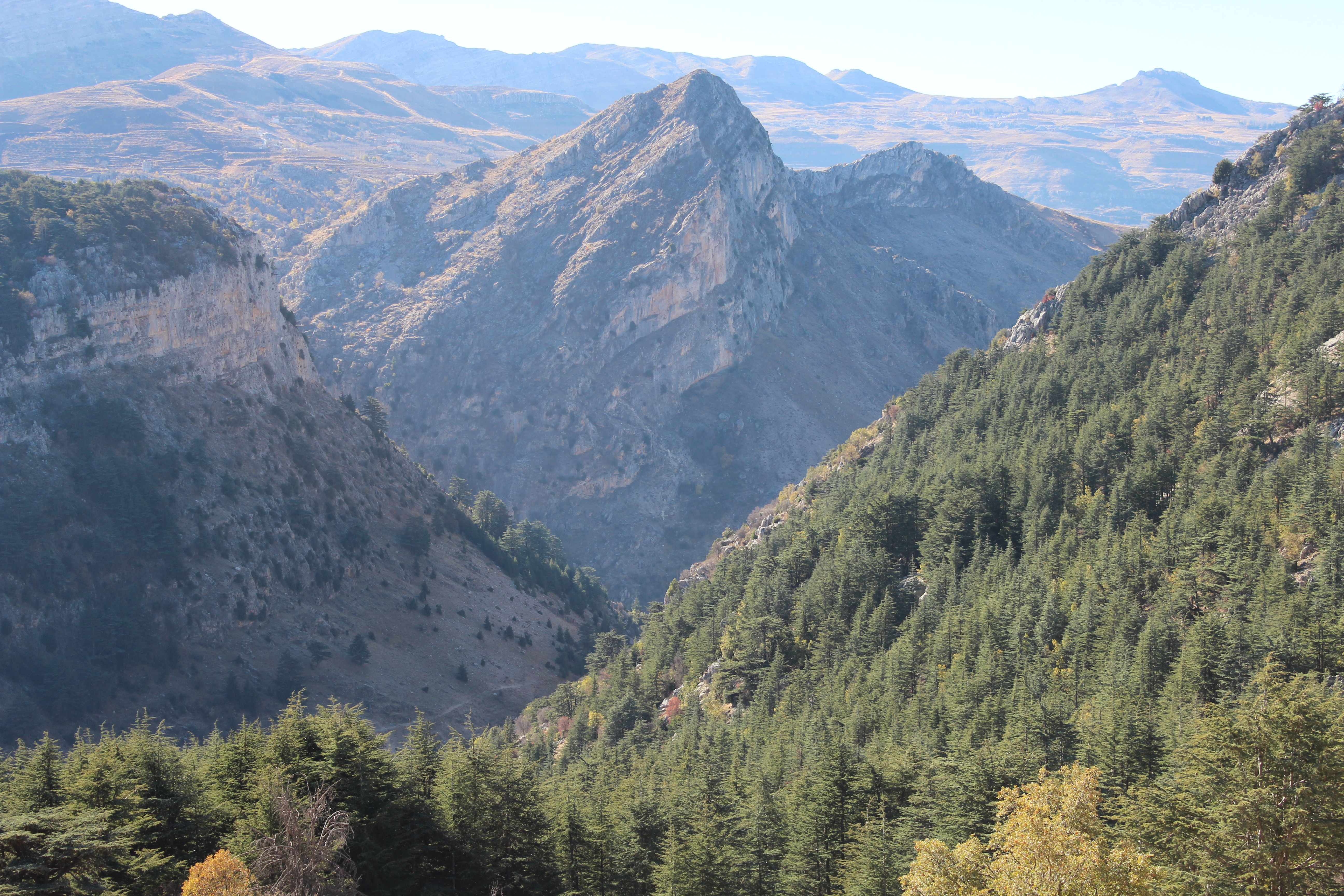
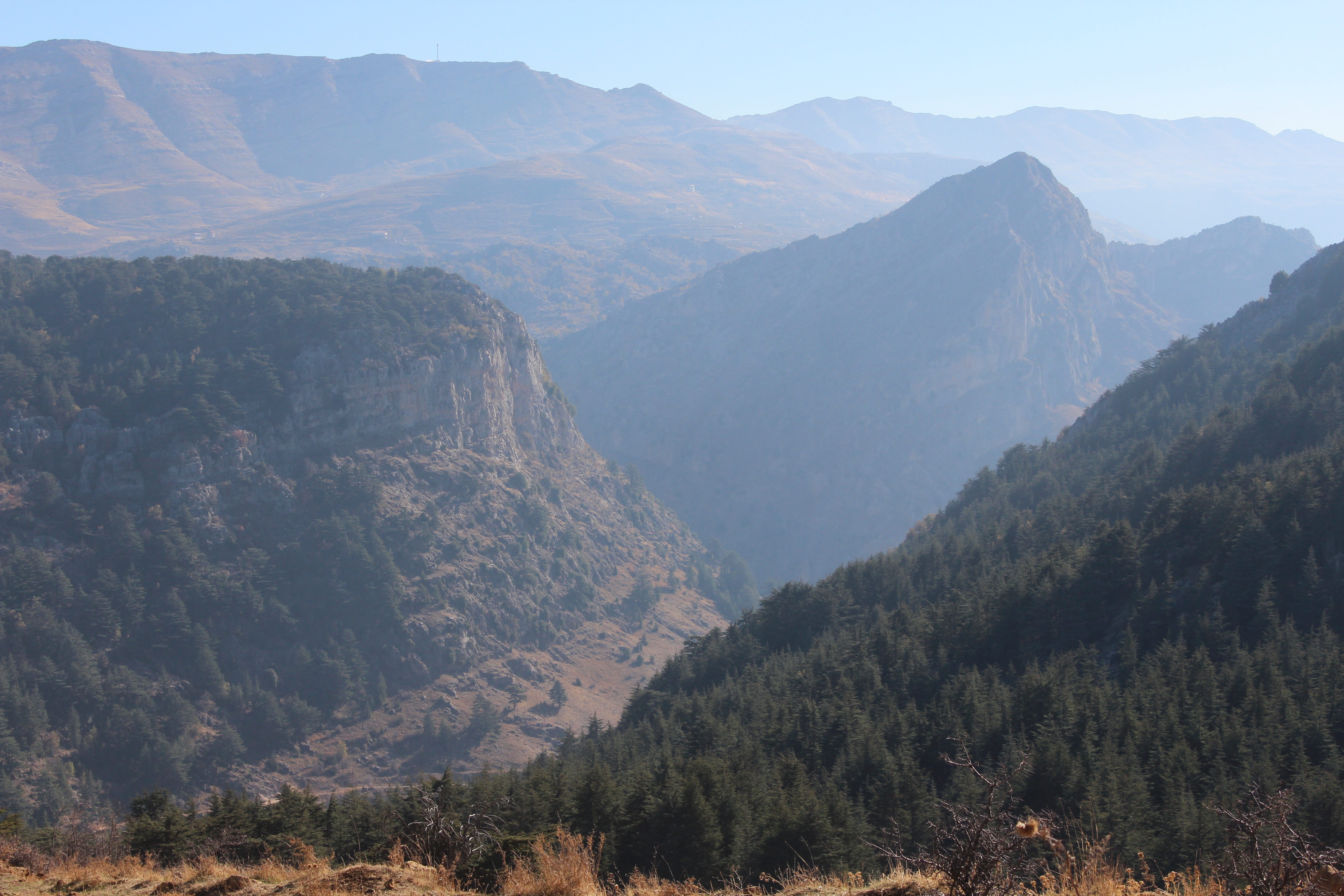
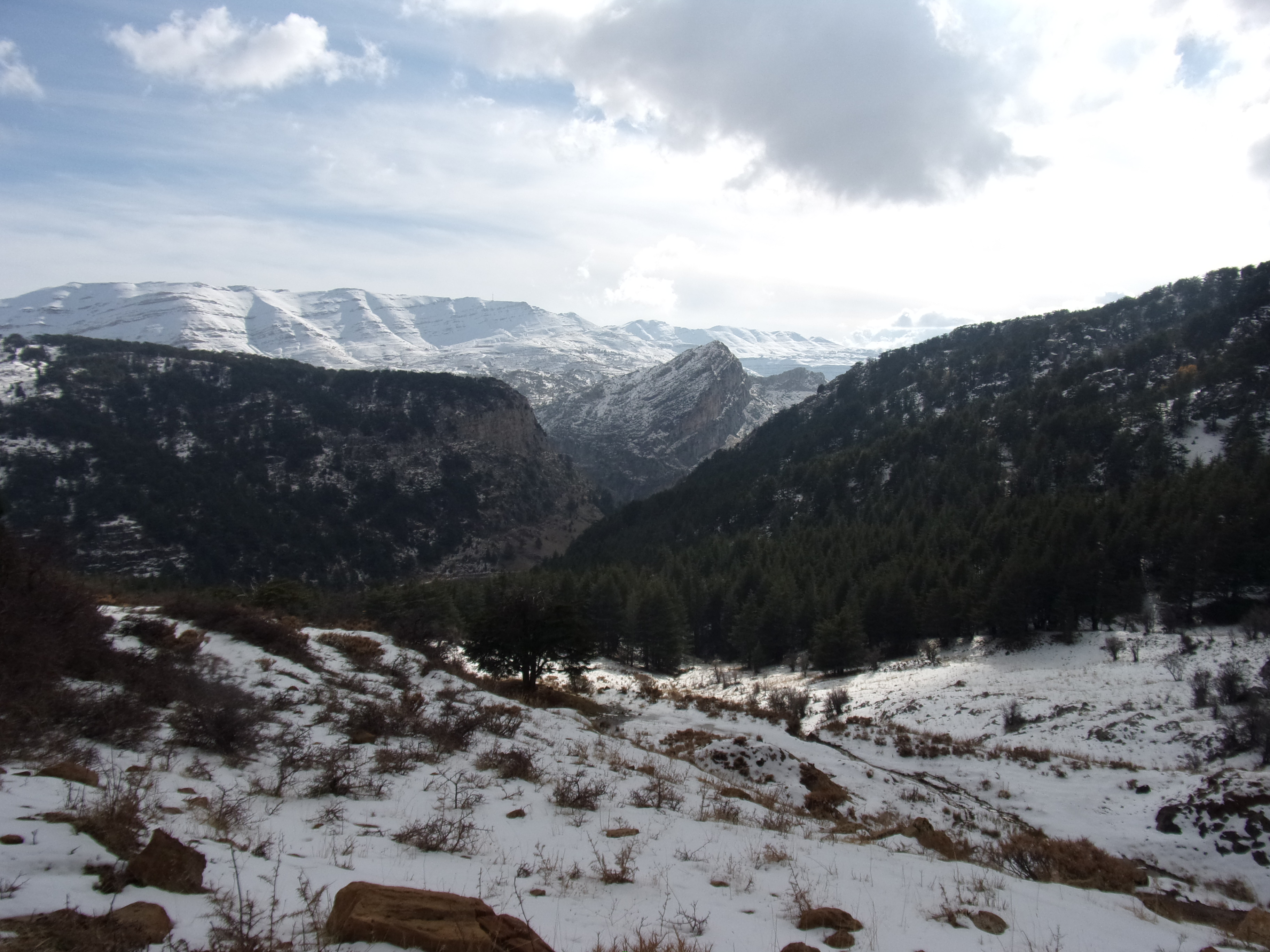
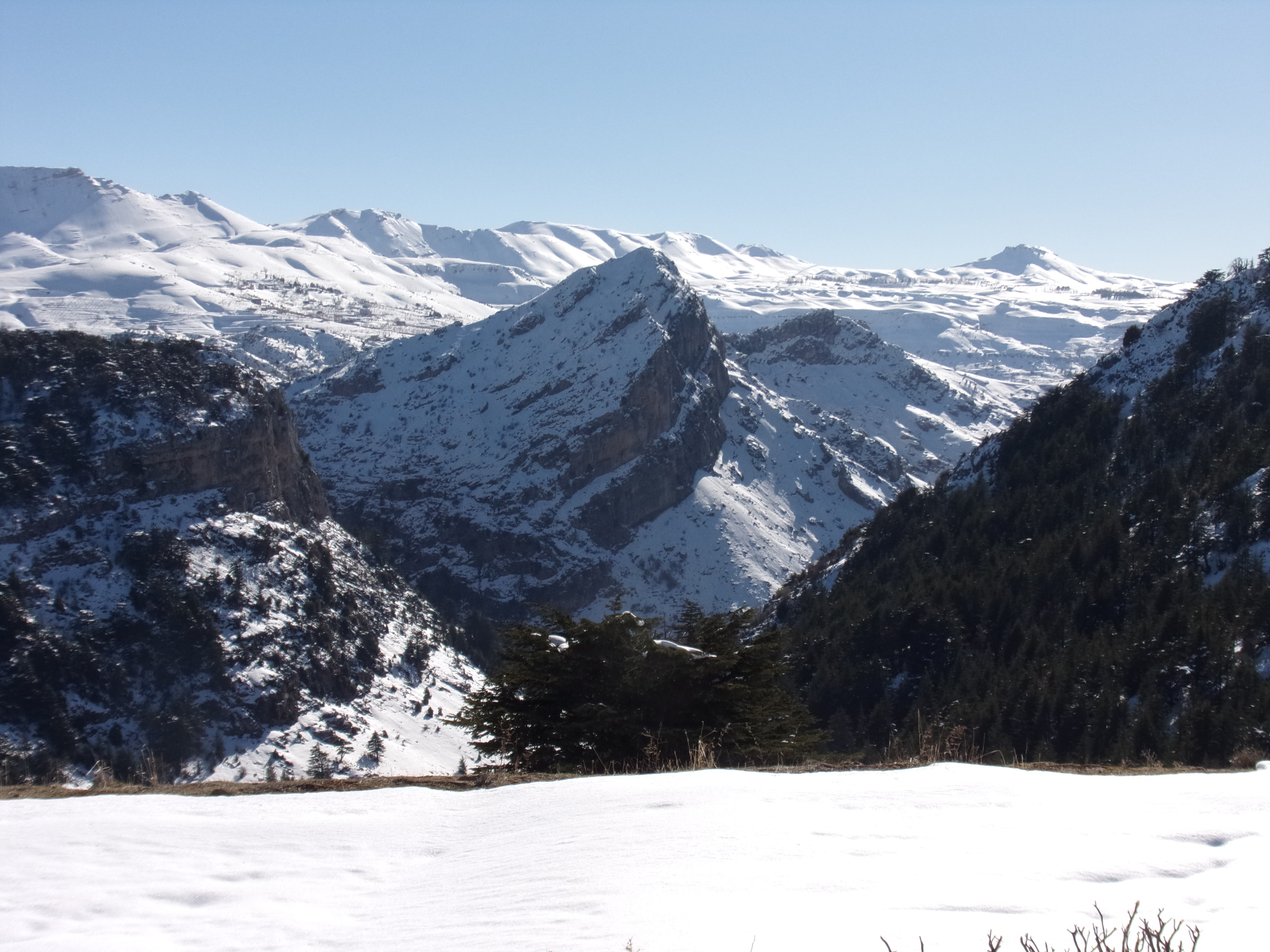